# Fersensporn

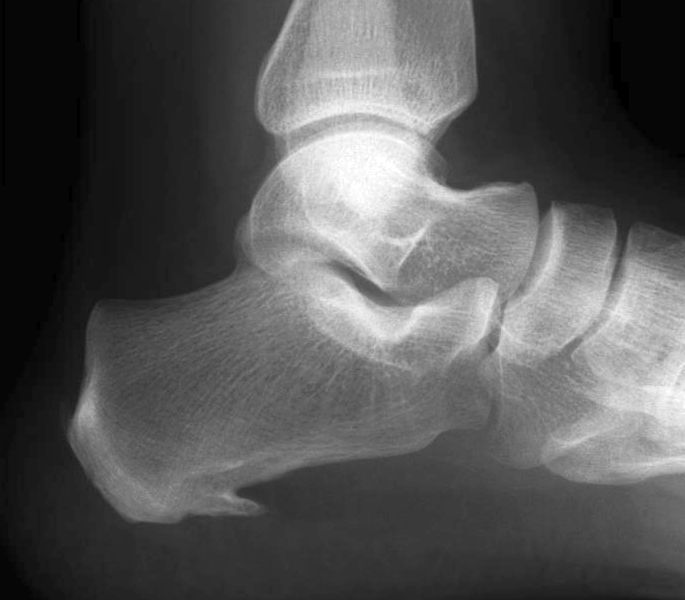
Seitliches Röntgenbild von Mittelfuß und Ferse – am Fersenbein ein kleiner oberer und ein größerer unterer Fersensporn (links unten)

Der Fersensporn (synonym Kalkaneussporn bzw. Calcaneussporn, von lateinisch calcaneus, Fersenbein) ist ein knöcherner Sporn am Fersenbein, wobei zwischen einem unteren (plantaren) und einem oberen (dorsalen) Fersensporn unterschieden wird.  Der untere Fersensporn entsteht durch eine wiederkehrende, schmerzhafte Entzündung der Plantarsehne an der Fußsohle, einer Plantarsehnenentzündung (Plantarfasziitis). Der obere Fersensporn ist von einer Haglund-Exostose zu unterscheiden.

## Ursachen und Häufigkeit
Die Ursache des plantaren Fersensporns ist eine vermehrte Zugbelastung der Plantarfaszie am Fersenbein. In der Folge kommt es zu einer Verkalkung des Sehnenansatzes, die im Röntgenbild als spornartige Veränderung des Fersenbeins zu sehen ist. Diese sichtbare Veränderung ist häufig asymptomatisch und findet sich als Zufallsbefund bei der Röntgendiagnostik des Fußes und/oder der angrenzenden Regionen. Die eigentlich therapiebedürftigen Beschwerden treten bei der sogenannten Plantarfasziitis, also einer Entzündung in diesem Bereich auf.
Die Häufigkeit betrug in unterschiedlichen Studien 13–32 % bei Menschen ohne Plantarfasziitis und 50–89 % bei Menschen mit Plantarfasziitis.  Wesentliche Risikofaktoren für eine Plantarfasziitis sind ein abgesenktes Fußgewölbe mit nachfolgender Überdehnung der Plantarfaszie zum Beispiel durch Übergewicht und/oder Pronationsfehlstellung des Fußes. Von der klinischen Symptomatik der Plantarfasziitis sind etwa 10 % der Läufer betroffen. Frauen sind häufiger betroffen als Männer, gewöhnlich liegt das Erkrankungsalter oberhalb von 40 Jahren.

## Formen und Diagnostik

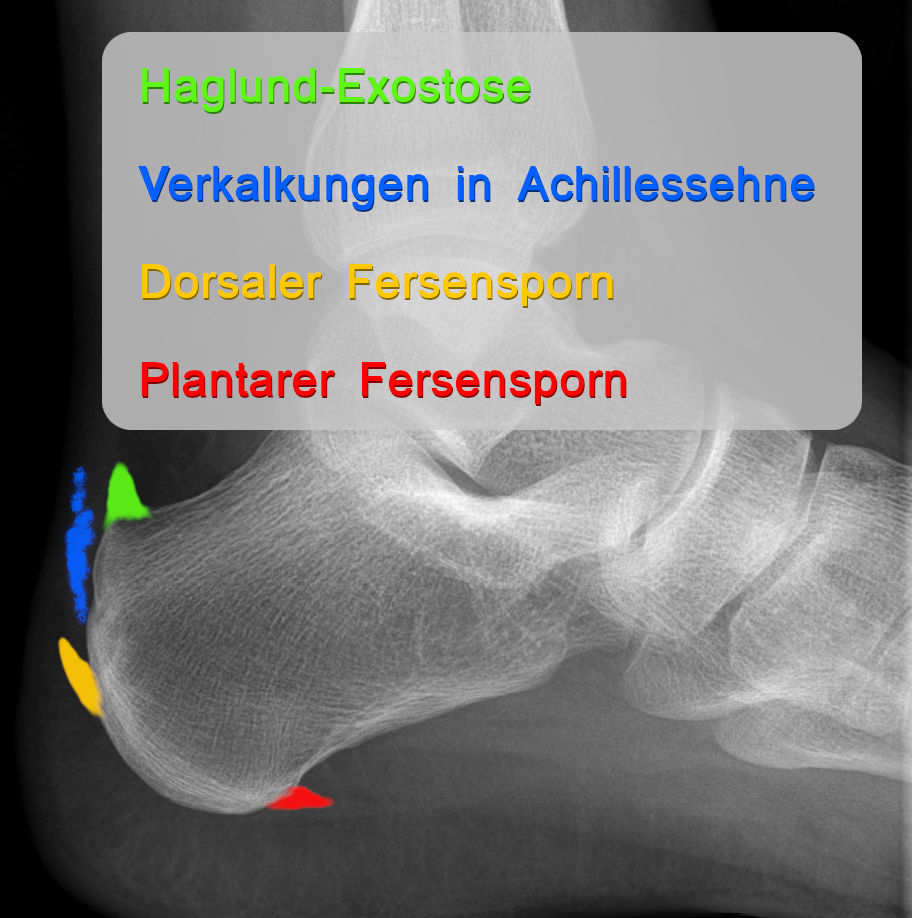
Lokalisation der verschiedenen als Fersensporn bezeichneten kalkanearen Exostosen

Je nach Ort des Fersensporns unterscheidet man zwei Formen:
- Der häufigere plantare (untere) Fersensporn an der Ferse ist eine Verknöcherung beziehungsweise Verkalkung[5] im Ansatzbereich der Sehnenplatte an der Unterseite des Fersenbeins (Plantaraponeurose). Der Fachbegriff für diese Form lautet plantarer Kalkaneussporn.
- Der seltenere dorsale (obere bzw. hintere) Fersensporn an der Hacke entspricht einer Verknöcherung am Fersenbeinansatz der Achillessehne.

- Die Haglund-Exostose ist eine knöcherne Ausziehung der oberen hinteren Kante des Fersenbeines und häufig mit einer schmerzhaften Schleimbeutelentzündung verbunden.

Ein Fersensporn ist sehr gut im Röntgenbild zu diagnostizieren. Der sogenannte Fersensporn ist außerdem bei der Ultraschalluntersuchung der Ferse zu sehen, üblicherweise am Ursprung des Musculus quadratus plantae. Zusätzlich können auch Kalzifizierungen am Musculus abductor hallucis oder seltener am Sehnenansatz des Musculus abductor digiti minimi (Enthesiopathie) auftreten.

## Therapien
Da ein abgesenktes Fußlängsgewölbe als Ursache einer chronischen Zugbelastung der Sehnenansätze am Fersenbein anzusehen ist, in dessen Folge es zu einer Ansatzverkalkung (dem sogenannten Fersensporn als Röntgendiagnose) kommen kann, besteht die wichtigste therapeutische Maßnahme in der passiven Korrektur mittels Schuheinlagen. Dabei wird das abgesenkte Fußgewölbe im mittleren Anteil an der Innenseite aufgerichtet (durch eine Innenrandstütze oder Supinationskeil), wodurch unter anderem die Zugspannung des Sehnenansatzes der Plantarfaszie nachlässt.
Im Gegensatz zu dem häufig symptomlosen Fersensporn (siehe Zufallsbefund bei der Röntgendiagnostik) handelt es sich bei der Plantarfasziitis um eine Entzündung in diesem Bereich. Antiphlogistisch wirkende, also entzündungshemmende Maßnahmen bei einer Plantarfasziitis sind als begleitende Therapieoptionen neben der Einlagenversorgung zu erwähnen.
Die Stoßwellentherapie stellt eine weitere Therapiemöglichkeit dar, die unter bestimmten Voraussetzungen von den gesetzlichen Krankenkassen bezahlt wird. Dabei werden Schallwellen mit hohen Drücken außerhalb des Körpers erzeugt und ohne Verletzung der Haut in den Körper eingeleitet bzw. im Zielareal konzentriert. Der Effekt liegt nicht in der Zertrümmerung des Fersensporns, sondern tritt durch die Wirkung der Stoßwellen auf das entzündliche Gewebe ein. Hier wurde eine Initiierung des Heilungsprozesses durch einen verbesserten  Stoffwechsel  und  eine  gesteigerte  Durchblutung nachgewiesen.
Eine weitere Therapieoption ist die sogenannte Schmerzbestrahlung. Diese Form der Strahlentherapie des Fersensporns ist dann indiziert, wenn die zuvor genannten Maßnahmen nicht innerhalb von 2 bis 3 Monaten zur Beschwerdebesserung führten. Bei Patienten im Alter von unter 30 bis 40 Jahren wird die Strahlenbehandlung zurückhaltend angewendet. Voraussetzungen sind eine eindeutige Schmerzanamnese, ferner sollte ein entsprechender Röntgenbefund vorhanden und die bereits erwähnten Therapieoptionen ausgeschöpft sein. Nach ärztlicher Aufklärung des Patienten in radiologischen Einrichtungen für Strahlentherapie und Nuklearmedizin werden die pathologisch-anatomischen Verhältnisse bestimmt, sodann die Ferse vermessen und mit der Strahlentherapie begonnen. Hierzu sind regulär sechs Sitzungen mit  0,5–1,0 Gy (Gesamtdosis 3,0–6,0 Gy) zweimal pro Woche vorgesehen. Insgesamt dauert die Therapie somit drei Wochen. Im Rahmen einer kleinen Studie mit 66 Teilnehmern konnte eine Schmerzsymptomverbesserung von 70–100 % der behandelten Patienten erreicht werden, wobei die Schmerzlinderung unmittelbar nach der Strahlentherapie, aber auch bis zu drei Monate später eintreten kann. Die Wirkung kann einige Monate bis Jahre anhalten. Bei ungenügender oder ausbleibender Besserung ist nach 3 bis 4 Monaten ein zweiter Bestrahlungszyklus möglich.